# 库尔帕莱
库尔帕莱（法語：Courpalay，法語發音：[kuʁpalɛ] ⓘ）是法国塞纳-马恩省的一个市镇，属于普罗万区。

## 地理
库尔帕莱（48°38'54"N, 2°57'34"E）面积14.56 平方千米，位于法国法蘭西島大區塞纳-马恩省，该省份为法国北部内陆省份，北起瓦兹省，西接埃松省、马恩河谷省、塞纳-圣但尼省和瓦兹河谷省，南至卢瓦雷省，东南接约讷省，东临马恩省和奥布省，东北接埃纳省。
与库尔帕莱接壤的市镇（或旧市镇、城区）包括：基耶尔、贝尔奈-维尔贝、加斯坦。

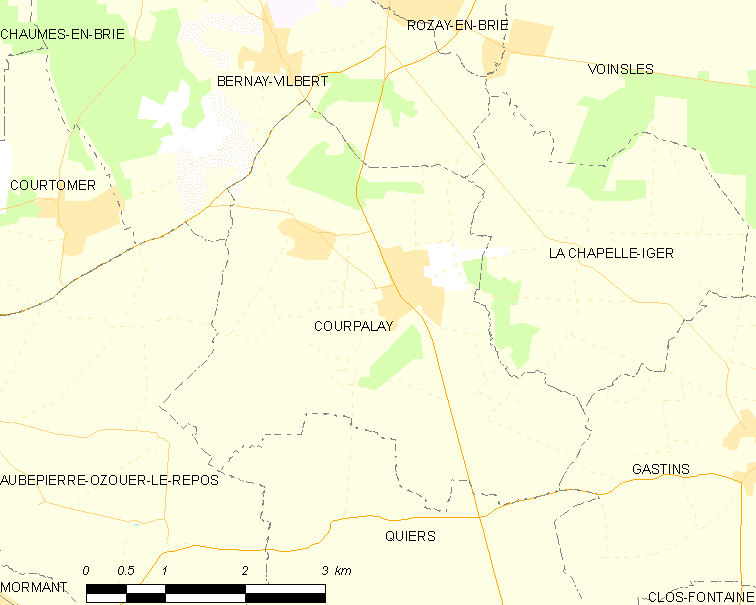
库尔帕莱的OSM定位图

库尔帕莱的时区为UTC+01:00、UTC+02:00（夏令时）。

## 行政
库尔帕莱的邮政编码为77540，INSEE市镇编码为77135。

## 政治
库尔帕莱所属的省级选区为丰特奈-特雷西尼县。

## 人口

1962-2008年间库尔帕莱人口变化图示

库尔帕莱于2022年1月1日时的人口数量为1497人。